# Province de Vicence
La province de Vicence (en italien : provincia di Vicenza) est une province italienne située dans la région de Vénétie. Le chef-lieu est Vicence.

## Géographie
Située à l'ouest de la Vénétie, limitrophe au nord du Trentin-Haut-Adige, elle s'étend sur 2 722,76 km2 principalement dans la plaine du Pô et est limitée au nord par les Préalpes vicentines et les Alpes vénitiennes.

## Économie
La province de Vicence est le lieu de production des vins de Breganze

## Administration
| Période         | Période         | Identité         | Étiquette | Qualité                                   |
| --------------- | --------------- | ---------------- | --------- | ----------------------------------------- |
| 8 mai 1995      | 28 avril 1997   | Giuseppe Doppio  | PPI       |                                           |
| 28 avril 1997   | 29 mai 2007     | Manuela Dal Lago | LN        |                                           |
| 29 mai 2007     | 12 octobre 2014 | Attilio Schneck  | LN        | Commissaire du Gouvernement (2012 → 2014) |
| 12 octobre 2014 | 13 juin 2018    | Achille Variati  | PD        |                                           |
| 29 octobre 2018 | En cours        | Francesco Rucco  | Ind.      |                                           |